# Mertensophryne schmidti
Mertensophryne schmidti es una especie de anfibios de la familia Bufonidae.
Es endémica de República Democrática del Congo.
Su hábitat natural incluye sabanas secas y húmedas, pantanos, marismas de agua dulce.